# Аль-Истибсар
Аль-Истибсар — один из четырёх шиитских сводов хадисов. Автор сборника — Абу Джафар Мухаммад ибн аль-Хасан ат-Туси (385—460 гг. хиджры), который также является составителем другого сборника из числа этих четырёх — «Тахзиб аль-ахкам».

## Жизнь и заслуги шейха ат-Туси
Абу Джафар Мухаммад ибн аль-Хасан ат-Туси родился в Тусе (Иран) в 385 г. хиджры, с детства обучался исламским наукам. В 408 г. хиджры он отправился в Багдад, чтобы продолжить своё религиозное образование. Там ат-Туси стал учеником шейха Муфида (ум. 413 г. хиджры), а затем был тесно связан с аш-Шарифом аль-Муртазой, став впоследствии его преемником. Ат-Туси пользовался таким авторитетом, что даже аббасидский халиф аль-Кадир посещал его лекции.
После того, как антишиитски настроенные сельджуки сместили терпимых к шиизму буидов и захватили бразды правления халифатом, для шейха ат-Туси наступили тяжёлые времена. Его дом был сожжён дотла вместе с книгами, написанными им в Багдаде, и библиотекой важных шиитских книг других авторов.
В связи с угрозой жизни ат-Туси покинул Багдад и поселился в Наджафе, где умер в 460 г. хиджры. Дело ат-Туси продолжил его сын аль-Хасан, известный как аль-Муфид ас-Сани («Второй Муфид»), который также стал выдающимся шиитским учёным.
Заслуги ат-Туси многочисленны: многие его работы до сих пор не утрачивают свой актуальности среди шиитов-джафаритов. В частности, востребованы такие его труды по фикху, как «Аль-Мабсут» и «Ан-Нихайа». Кроме того, ат-Туси написал ряд работ по шиитскому вероучению: теме имамата посвящена книга «Талхис аш-Шафи», а теме сокрытия двенадцатого имама аль-Махди — труд «Аль-Гайба». Что касается хадисоведения, то ат-Туси перечислил наиболее важных для шиитов передатчиков преданий в своём труде «Китаб ар-риджал». В области же шиитской библиографии важнейшей его работой является книга «Аль-Фихрист», где ат-Туси перечислил многие труды ранних шиитских авторов и привёл их биографические сведения.

## Обстоятельства создания сборника
«Аль-Истибсар» представляет собой не что иное, как сжатое резюме более объёмного сборника за авторством шейха ат-Туси «Тахзиб аль-ахкам», который посвящён практическим предписаниям исламского права (фикх) и составлен на основе критической выборки хадисов из свода шейха Муфида «Аль-Мукни'a».
Ат-Туси упоминает о том, что его коллеги, увидев размер книги «Тахзиб аль-ахкам», высказали мнение:

…Было бы полезно, если бы была создана книга ссылок (мазкур), которую новичок мог бы использовать в начале своего обучения фикху или к которой мог бы обращаться тот, кто закончил своё обучение для того, чтобы вспомнить какие-то важные нюансы, или студент, находящийся в процессе обучения, чтобы изучить определённые вопросы более глубоко. Таким образом, все они могут получить то, чего хотят, и достигнуть того, к чему стремятся их души. Тогда содержание различных преданий предстало бы их взорам в сокращённом виде…Поэтому они попросили меня обобщить эту книгу («Тахзиб аль-ахкам») и позаботиться о приведении её в компактный вид, а также сократить её и снабдить каждую главу введением, содержащим сведения о том, какие именно правовые решения и предания приводятся в данной главе; затем же я должен объяснить, как согласуются между собой эти хадисы, не оставляя без внимания ничто, что могло бы обусловить разночтения в них. Я продолжу следовать тому методу, который я использовал при написании моей объёмной книги, упомянутой ранее [то есть «Тахзиб аль-ахкам»]. В начале книги я дам краткое разъяснение тому, каким образом сопоставляются и оцениваются противоречащие друг другу предания, и каким образом следствия (некоторых авторитетных) преданий могут помочь исключить другие противоречащие им хадисы из числа достоверных…
Аль-Истибсар, том I, стр. 2-3. 
Таким образом, «Аль-Истибсар», как и сборник «Ман ла йахдуруху-ль-факих», скорее служит справочником по фикху для студентов и учёных, а не является всеобъемлющим сводом, подобно «Аль-Кафи» и «Тахзиб аль-ахкам». Однако, в отличие от «Ман ла йахдуруху-ль-факих», «Аль-Истибсар» содержит в себе иснады хадисов.